# منطقه ندونگ
منطقه نِدونگ (به لاتین: Nêdong District) یک منطقه در چین است که در لهوکا واقع شده‌است. شهرستان ندونگ ۲٬۱۸۴٫۹۸ کیلومتر مربع مساحت و ۵۸٬۸۰۸ نفر جمعیت دارد.